# 伊恩·卢斯蒂克
伊恩·史蒂文·卢斯蒂克（Ian Steven Lustick，1949年—）是一位美国政治学家、中东现代历史和政治专家。他目前担任宾夕法尼亚大学政治学系 Bess W. Heyman 主席。

## 早年生活和教育
卢斯蒂克 1949 年出生于纽约州锡拉丘兹。他的父亲是一名儿科医生，为了摆脱都市生活的“激烈竞争”，全家搬到了杰斐逊县沃特敦的北部农村地区，他的祖父是那里的一名农民。
卢斯蒂克将那里的条件比作犹太村，他偶尔会成为反犹太主义骚扰的对象，尽管他的家人对这个国家有着强烈的爱国感情，这是欧洲背景的犹太移民的典型特征。高中毕业后，他于 1967 年进入布兰代斯大学就读，当时正值学生激进主义的反文化浪潮席卷高等学习中心。
他完成了博士学位。 1976 年，他在加州大学伯克利分校获得博士学位，论文题目为《犹太国家中的阿拉伯人：一项关于有效控制少数民族人口的研究》，后来改编成同名书籍，于 1980 年出版。 1979年至1980年，他在国务院情报和研究局担任分析师，专门研究以色列占领巴勒斯坦领土的问题，并于1980年夏天离开，重返学术界。

## 职业生涯
随后，他被任命为达特茅斯学院的政府学教授，并在那里任教了 15 年。 随后，他担任宾夕法尼亚大学政治学系系主任，并担任该校社会科学领域的理查德·西蒙 (Richard L. Simon) 终身教授。目前，卢斯蒂克是宾夕法尼亚大学政治学贝丝·W·海曼教授。
他是以色列研究协会的创始人和前任主席，也是美国政治科学协会政治与历史分会的前任主席。卢斯蒂克因出版《陷入反恐战争》（Trapped in the War on Terror ）（2006） 一书而变得更加广为人知，他在书中认为反恐战争是一项与美国敌人作战的非理性政策。 
他认为这项政策最初是由新美国世纪项目的新保守派阴谋集团构想出来的，他们决心将美国外交政策的方向转向单边主义。 卢斯蒂克总结道，考虑到美国体系的一些独特的政治特征，反恐战争最终已经变成了任何人都无法控制的事情。
他从事的研究涉及进化和复杂性理论在计算机模拟开发中的应用，使用基于代理的模型进行研究和政策分析。 从 2010 年至今，卢斯蒂克通过撰写文章呼吁以色列与哈马斯就该地区的未来进行谈判，并表示解决以色列和巴勒斯坦之间战争的唯一方法是实施一国方案。
他是美国政治学协会、以色列研究协会、中东研究协会和外交关系委员会的成员。
1989 年，反犹太复国主义拉比埃尔默·伯杰（Elmer Berger）在对卢斯蒂克早期作品的评论中称卢斯蒂克为“一流的犹太复国主义学者”，并赞扬他“细致的学术研究”。 
1988 年，卢斯蒂克出版了《为了土地和上帝》一书，对以色列的宗教原教旨主义进行了研究。 它出现在一系列专着的印记下，外交关系委员会认为这是“对值得向公众介绍的重要国际话题的负责任的处理”。
在这部著作中，根据乔尔·布林克利的说法，他提出，如果不是以色列与其地区邻国持续不断的冲突，以色列本身可能会发现自己卷入了世俗势力和原教旨主义宗教两极之间的内战。犹太复国主义者。  
埃尔默·伯杰写道，他知道“对于任何有兴趣进一步了解这一现象（以色列宗教原教旨主义）的政党和主要代表的人来说，没有更好的英文资料来源。” 
同时，他认为卢斯蒂克与以色列修正主义新历史学家的作品中存在明显的缺陷，即领土扩张主义和种族歧视被 20 世纪 80 年代年轻犹太复国主义学者浪潮记录为最近的犹太复国主义趋势 - 卢斯蒂克图表随着 20 世纪 70 年代古什·埃穆尼姆 ( Gush Emunim ) 等弥赛亚运动的出现，这些特征突然进入了以色列社会的世俗主流——但犹太复国主义从一开始就固有的倾向被低估、最小化或粉饰。
2019年，他出版了新书《范式失落：从两国解决方案到一国现实》，分析了两国解决方案消失的根源和影响。
喬治·華盛頓大學的内森·布朗在他的评论中表示，他发现这本书“平易近人、有力且简洁。它的语气会让一些读者感到不舒服，但也让其他读者感到非常坦率。” 